# Cristo según Tácito

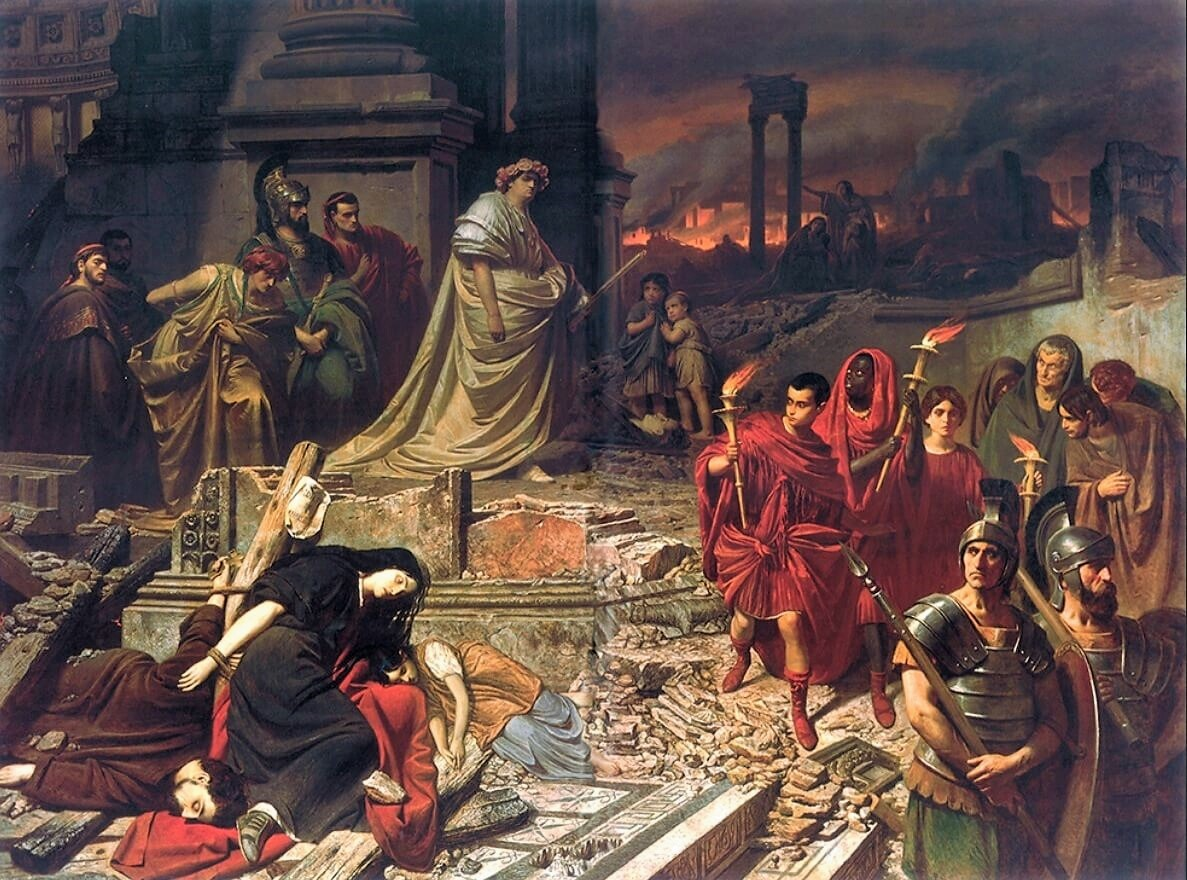
El incendio de Roma, por Carl Theodor von Piloty, 1861. Según Tácito, Nerón acusó a los cristianos de ser responsables del incendio.

El historiador y senador romano Tácito se refiere a Cristo, su ejecución por Poncio Pilato, y la existencia de los primeros cristianos en Roma, en una página de su obra final, Anales (escrito c. 116), libro 15, capítulo 44.
El contexto del pasaje es el del gran incendio de Roma que quemó durante seis días gran parte de la ciudad en el año 64, durante el reinado del emperador romano Nerón. El pasaje es una de las referencias no canas  más tempranas a los orígenes del cristianismo, la crucifixión de Cristo descrita en los evangelios canónicos, y la presencia y la persecución de los cristianos de Roma en el siglo I.
Los eruditos generalmente consideran la referencia de Tácito a la ejecución de Jesús por Poncio Pilato tanto auténtica como de valor histórico como fuente romana independiente. Eddy y Boyd afirman que actualmente está «firmemente establecido» que Tácito proporciona una confirmación no cristiana de la crucifixión de Jesús. Sin embargo, Richard Carrier ha sugerido que la línea con la mención de Cristo por su nombre es una interpolación cristiana.
El historiador Ronald Mellor ha declarado que los Anales son «el mayor logro de Tácito», representando «el pináculo de la historiografía romana». Los estudiosos consideran que la referencia establece tres hechos independientes sobre la Roma de alrededor del año 60: 
1. La existencia de un número considerable de cristianos en Roma en la época;
2. que era posible distinguir entre los cristianos y los judíos en Roma; y
3. que los paganos de la época hicieron una conexión entre el cristianismo en Roma y su origen en la Judea romana.[12][13]

## El pasaje y su contexto

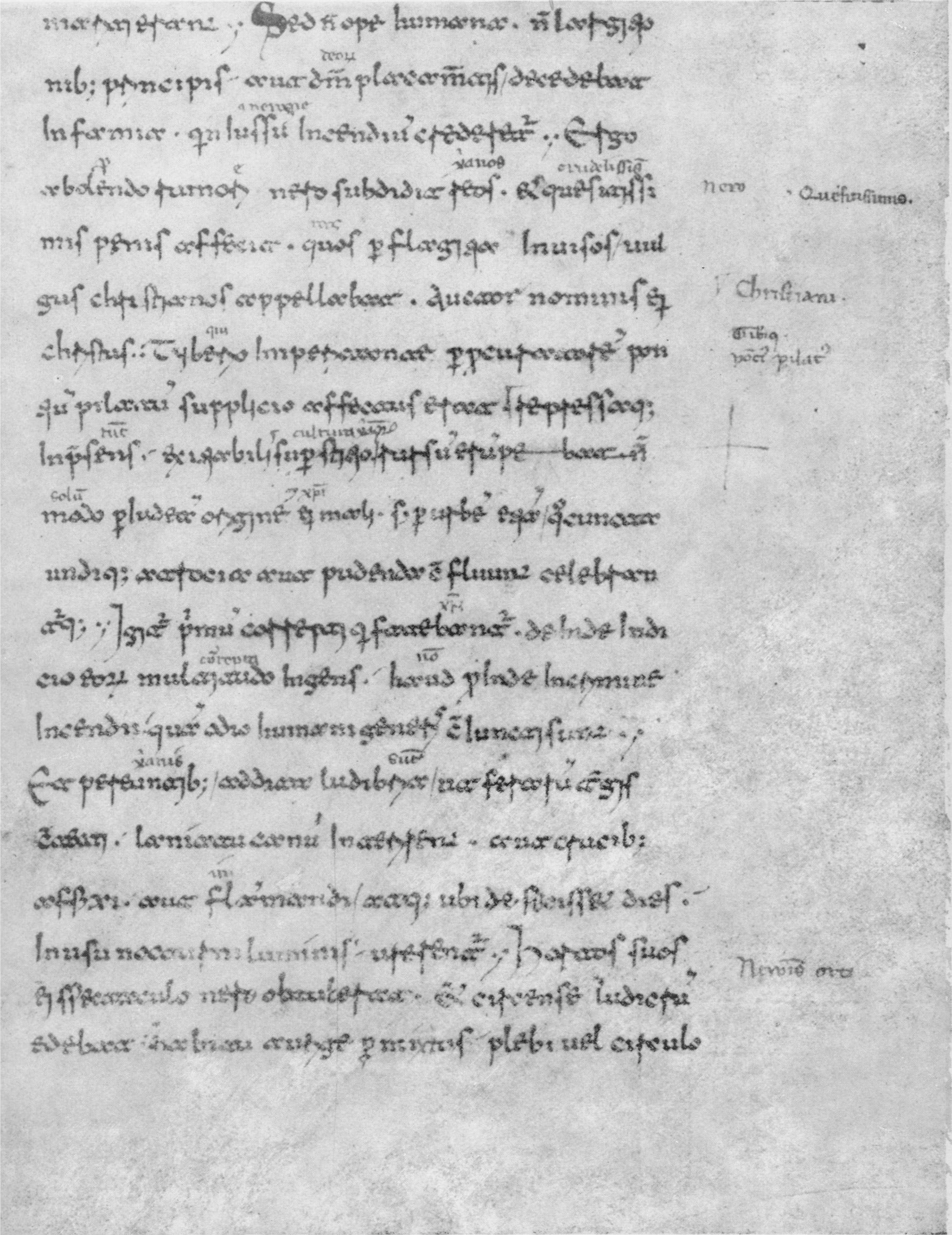
Una copia del segundo manuscrito Médici de Anales, libro 15, capítulo 44; la página con la referencia a los cristianos.

El pasaje de Anales (15.44), que ha sido objeto de mucho análisis académico, sigue una descripción de los seis días del gran incendio de Roma, que quemó gran parte de la ciudad en julio de 64 d. C.
La parte clave del pasaje dice lo siguiente (traducción del latín por A. J. Church y W. J. Brodribb, 1876):
En consecuencia, para deshacerse de los rumores, Nerón culpó e infligió las torturas más exquisitas a una clase odiada por sus abominaciones, quienes eran llamados cristianos por el populacho. Cristo, de quien el nombre tuvo su origen, sufrió la pena máxima durante el reinado de Tiberio a manos de uno de nuestros procuradores, Poncio Pilato, y la superstición muy maliciosa, de este modo sofocada por el momento, de nuevo estalló no solamente en Judea, la primera fuente del mal, sino incluso en Roma, donde todas las cosas espantosas y vergonzosas de todas partes del mundo confluyen y se popularizan. En consecuencia, el arresto se hizo en primer lugar a quienes se declararon culpables; a continuación, por su información, una inmensa multitud fue condenada, no tanto por el delito de incendiar de la ciudad como por su odio contra la humanidad.
(en latín) ergo abolendo rumori Nero subdidit reos et quaesitissimis poenis adfecit, quos per flagitia invisos vulgus Chrestianos appellabat. auctor nominis eius Christus Tibero imperitante per procuratorem Pontium Pilatum supplicio adfectus erat; repressaque in praesens exitiablilis superstitio rursum erumpebat, non modo per Iudaeam, originem eius mali, sed per urbem etiam, quo cuncta undique atrocia aut pudenda confluunt celebranturque. igitur primum correpti qui fatebantur, deinde indicio eorum multitudo ingens haud proinde in crimine incendii quam odio humani generis convicti sunt.
Tácito describe luego el tormento de los cristianos. La causa exacta del incendio sigue siendo incierta, pero gran parte de la población de Roma sospechaba que el emperador Nerón había iniciado el propio fuego. Para desviar la atención de sí mismo, Nerón acusó a los cristianos de iniciar el incendio y los persiguió, haciendo de este el primer enfrentamiento entre los cristianos y las autoridades en Roma. Tácito no acusó a Nerón de tocar la lira mientras Roma ardía; esa declaración vino de Dión Casio, que murió en el siglo III. Pero Tácito sugirió que Nerón usó a los cristianos como chivos expiatorios.
No existen manuscritos originales de los Anales y las copias sobrevivientes de las obras de Tácito derivan de dos manuscritos principales, conocidos como los manuscritos Médici, escritos en latín, que se encuentran en la Biblioteca Laurentina en Florencia, Italia. Es el segundo manuscrito Médici, del siglo XI y proveniente de la abadía benedictina de Montecassino, la copia más antigua del pasaje que describe los cristianos. Los estudiosos en general concuerdan en que estas copias fueron escritas en Monte Cassino, y al final del documento se refiere a Abbas Raynaldus cu..., quien fue probablemente uno de los dos abades con ese nombre en la abadía durante ese período.

### Cristianos y Crestianos

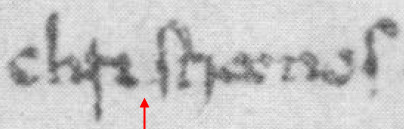
Detalle de la copia del siglo XI de los Anales, la brecha entre la i y la s se resalta en la palabra Cristianos.

### El rango de Pilato

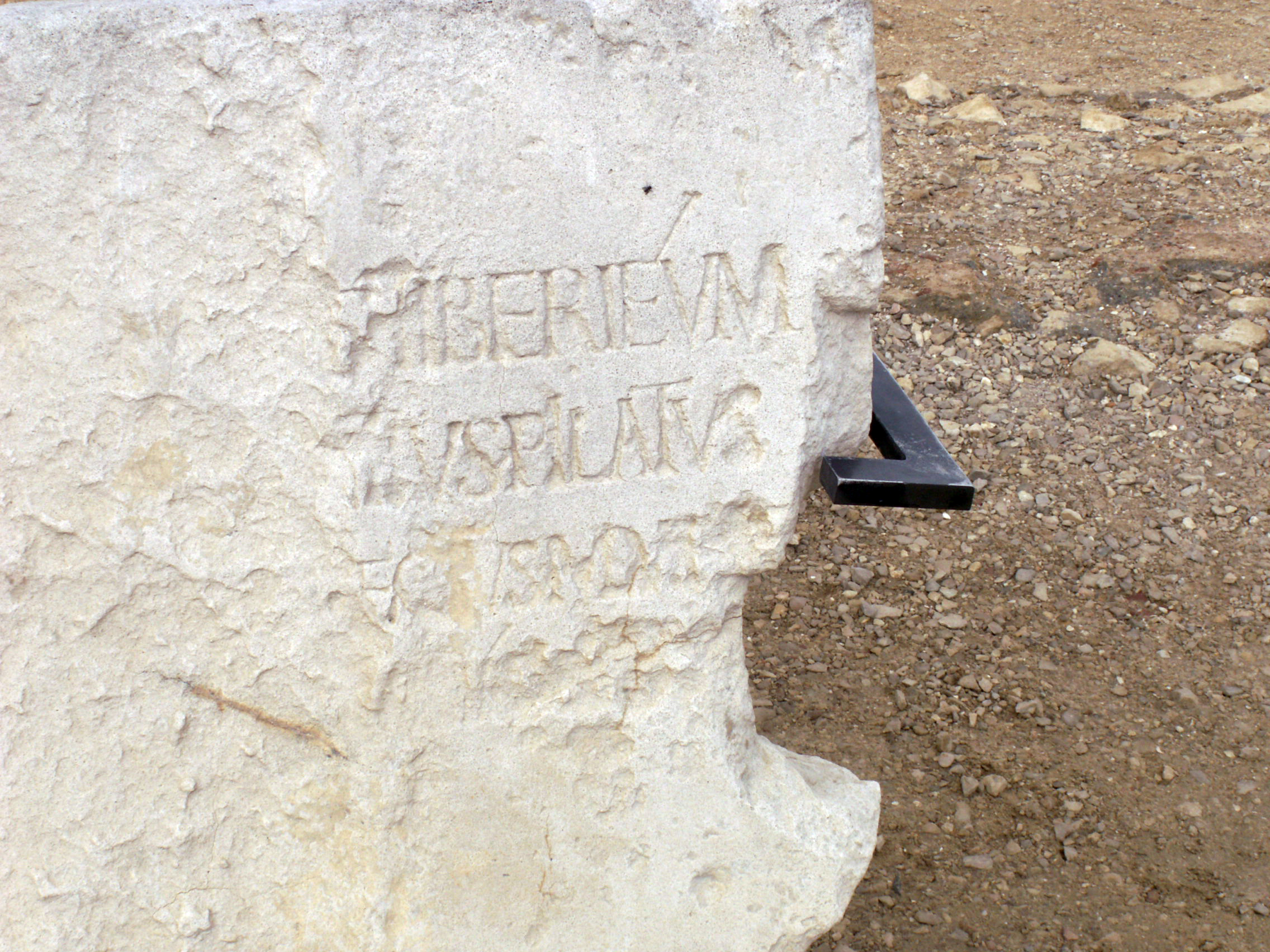
La Piedra de Pilato, actualmente en el Museo de Israel.

## Autenticidad y valor histórico

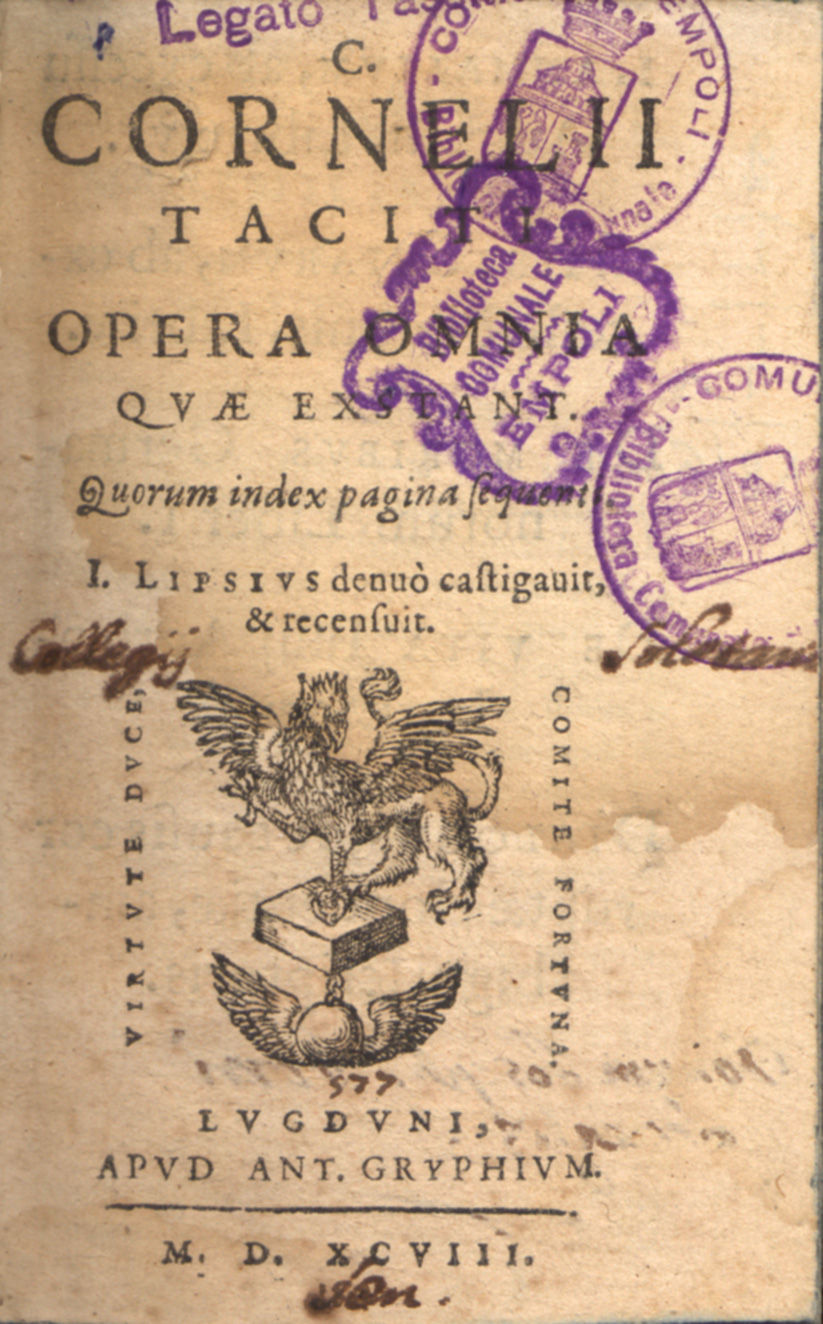
La portada de la edición de 1598 de las obras de Tácito, conservada en Empoli, Italia.

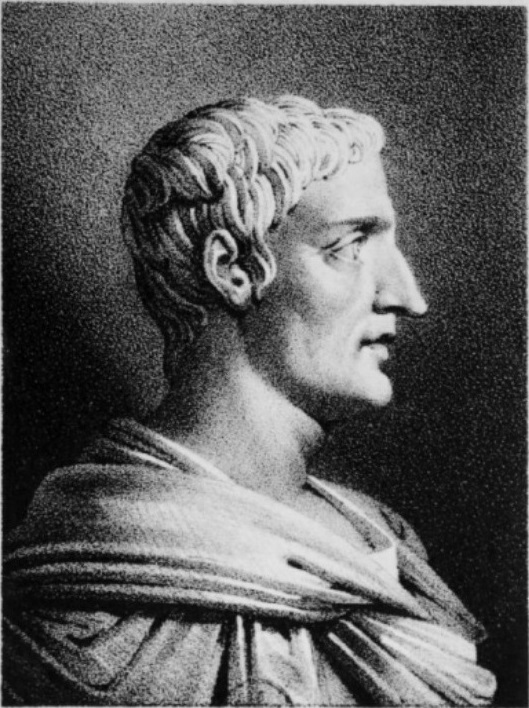
Retrato de Tácito, basado en un busto antiguo.